# 胡皓翔

胡皓翔 （1990年－），台灣導演、指彈吉他演奏家。

## 生平
在台北市出生，從小向水墨家王清河老師學習繪畫，曾獲世界、全國、台北市各層級的美術競賽獎項。
高中就讀台北市立大直高級中學，國立台灣師範大學圖文傳播學系傳播組學士。
父親是知名台灣電影聲音工作者胡定一。

## 作品特殊事蹟
- 2004年 《就要綠燈了》（27屆金穗獎 Digital Video Award[1], 該屆最年輕獲獎者）
- 2011年 《布袋甩尾》（資策會數位內容產業發展補助短片，媒體稱之台灣第一支微電影[2]）
- 2013年 《阿喜的採訪手札》(國立台灣師範大學微電影，邀請知名校友立法院長王金平、台灣之光網球國手盧彥勳、影音雙棲才女林逸欣等人參與演出 [3])
- 2014年 《Shadow》(任副導演，協助法國導演Lorenzo Recio來台製作之電影短片，獲台灣、法國、波蘭多個影展獎項[4])
- 2014年 《美好生活的連結者》（交通部微電影共三部曲，於各大交通設施播放一整年，可能是年度分眾媒體曝光率最高的微電影）
- 2014年 《獨一無二》 （任攝影師，2014 台灣年度微電影NPO類首獎）
- 2014年 《聽見幸福》 （2014 台灣年度微電影 Top 30）
- 2015年 《歸》 （與范勝翔聯合執導，2015 Sony 4K Excellent Film）
- 2016年 《重返艾澤拉斯》 （網路大電影，樂視獨家熱映[5]）
- 2017年 《胸性大發》 （緯來電影台電視電影[6]）
- 2019年 《殺人之夏》 （公視新創電影[7]）
- 2024年 《好想和你在一起》

## 演出作品

### 劇集
- 2021年 《她們創業的那些鳥事》
- 2021年 《第三佈局 塵沙惑》（阿勛）
- 2022年 《茁劇場－走過愛的蠻荒》（社工斑馬）

- 2021年 《瀑布》（小楊）

### MV
- 2021年 許光漢 《一派輕鬆》

## 發展
胡皓翔（白羊導演），山楂果影像製作有限公司負責人、創始人，父親為台灣電影聲音國寶級大師胡定一。從小胡皓翔就展現其高超的藝術天份，
曾拿下市級、省級與世界美展等的殊榮。於20 歲那年入選第27 屆金穗獎成為最年輕獲獎者，同年拿下弦韻獎鋼弦吉他演奏組冠軍。大學畢業後
獲得李安、李崗導演推手計畫支持，以遠瞻的理念，結合通訊業者催生了台灣首部微電影，揭開影片的網路世代。至今除了擁有豐富的電影經驗，
也多次為國際企業如Google、Youtube、Getac 執導專案影片，拍片足跡遍及世界各地。

## 其他
14歲第一次接觸吉他，大學時期曾獲弦韻獎鋼弦吉他演奏冠軍，定期於網路上發表個人指彈吉他演奏影片，推廣台灣指彈吉他影片 （页面存档备份，存于）。

## 著作
- 《我發誓，阿嬤也能當YouTube導演》，笛籐出版社(中文(台灣)) ISBN=9789577105387
- 《DV拍攝真簡單 人人都能當YOUKU導演》，電子工業社(中文(中國大陸))

## 外部連結
- 白羊導演的Facebook專頁